# 鄭道傳
鄭道傳（韓語：정도전，1342年—1398年8月26日），字宗之（종지），號三峯（삼봉），是高麗王朝末期和朝鮮王朝初期的文臣、政治家、詩人、革命家、儒學學者，本貫奉化。他在李成桂奪取高麗政權、建立朝鮮王朝的事件中立下了功勳。

## 生平

### 初年
鄭道傳的故鄉位於今南韓忠清北道的丹陽郡，其父親是高麗王朝時期的刑部尚書鄭云敬。鄭云敬先前占卜得知，自己在結婚十年後所生的兒子將成為宰相。鄭云敬相信了這個預言，前往金剛山修養十年。在回家途中遭遇降雨，鄭云敬寄宿於島潭三峰的草庵之中，並邂逅了當地禹氏的少女。鄭云敬娶其女而歸，生下了鄭道傳。
鄭道傳師從於父親的友人李穡學習學問，1360年科舉合格，1363年出仕為官吏。1375年，因反對權臣李仁任等人的親元反明政策而遭到流放。1377年從流放地回來後，郑道传又过了4年辗转流离的日子。1381年，鄭道傳在三角山下筑草庐“三峰斋”，努力進行學問研究，從事教育事業。1383年，郑道传在咸兴与東北面都指挥使李成桂首次会面。不久，在李成桂的举荐下，郑道传回到朝廷任职。
1389年，李成桂廢黜昌王，擁立恭讓王。鄭道傳參與了此事，因功封為功臣。鄭夢周等人支持恭讓王，欲壓制李成桂勢力。鄭道傳系李成桂的幕僚，因此在1391年被彈劾，再次處以流刑。1392年被釋放，同年4月李成桂在游獵中落馬受傷。在李成桂療養期間，鄭夢周等人以「家風不淨、家系不確」為名義彈劾鄭道傳，因此再度被流放。李芳遠暗殺鄭夢周之後釋放了鄭道傳，同年7月17日，鄭道傳擁戴李成桂為王，建立朝鮮王朝。

### 朝鮮王朝建立後
朝鮮王朝建立後，他被任命為門下侍郎贊成事、同判都評議使司事、判戶曹事、判尚瑞司事、普門閣大學士、知經筵藝文春秋館事、判義興三軍府事等官，歷任或兼任朝廷的要職。同時認定其為開國一等功臣，封奉化伯。
朝鮮王朝遷都漢城以後，宮殿、宗廟的位置和稱號，以及漢城諸門的稱號，都是鄭道傳擬定的。同時，他編纂了《朝鮮經國典》，為朝鮮王朝的法制基礎作出了貢獻。其著作《佛氏雜弁》為後世朝鮮王朝崇儒抑佛的政策奠定了理論基礎。
在軍事上，鄭道傳對軍制進行改革。高麗王朝末期，出現了私兵化，即有勢力的人擁有私人軍隊。鄭道傳廢黜了私兵，將指揮權收歸國有。同時他新增了一些陣法，增強了朝鮮王朝的國防實力。
鄭道傳勢力在朝廷非常大，朝鮮太祖將自己的幼子宜安大君李芳碩冊封為太子，並指定鄭道傳為太子的師傅。這引起了太祖的第五子李芳遠的不滿。李芳遠遂於1398年發動兵變，殺死了李芳碩，奪取了政權，史稱第一次王子之亂。鄭道傳在此次政變中被殺。

## 著作
- 三峯集
- 朝鮮經國典
- 經濟文鑑
- 經濟議論
- 佛氏雜辨
- 心問天答
- 心氣理
- 學者指南圖
- 診脈圖結
- 高麗國史 37卷
- 上明太日諸算法
- 陣法

## 後世的評價
朝鮮太宗李芳遠厭惡鄭道傳，將他認定為反叛的逆臣。在此後的很長一段時間裡，鄭道傳都被當作叛臣賊子看待。到了1791年，朝鮮正祖才命令人對鄭道傳的學問進行重新評價，並刊行了他的文集《三峰集》(삼봉집)。1865年，興宣大院君在重建景福宮時，恢復了漢城設計者鄭道傳的功勳和爵位。1870年，追贈其諡號文憲（문헌）。